# Musik zu Goethes Trauerspiel Egmont
Die Musik zu Goethes Trauerspiel Egmont ist das op. 84 von Ludwig van Beethoven. Es handelt sich um die weitaus bekannteste und am meisten verwendete Schauspielmusik zum gleichnamigen Drama von Johann Wolfgang von Goethe.
Goethe verlangt eine Schauspielmusik zu seinem Drama; es gab verschiedene Versuche, diese Anforderung zu erfüllen – zum Teil vom Dichter selbst in Auftrag gegeben. Beethovens Schauspielmusik entstand ab September 1809 im Auftrag des Wiener Burgtheaters und wurde am 15. Juni 1810 in Wien anlässlich einer Inszenierung von Goethes Egmont uraufgeführt. Der besonders bekannt gewordene erste Teil von Beethovens Orchesterwerk, die Ouvertüre, wird häufiger losgelöst von Goethes Trauerspiel und ohne szenische Darbietung im Konzertsaal gegeben. 

## Integration der Musik ins Drama
Goethe hatte von vornherein eine konstitutive Beteiligung der Musik an seinem Trauerspiel vorgesehen. Dies gilt zunächst für die Lieder Klärchens, die ihre Haltung näher charakterisieren; es gilt aber in verstärktem Maß für den fünften und letzten Akt. Der Suizid der weiblichen Hauptfigur durch Gift wird nicht im Drama gezeigt, anders als etwa in Schillers Kabale und Liebe. Vielmehr soll auf der leeren Bühne, zunächst noch erleuchtet durch eine aufflackernde Lampe, eine „Musik, Klärchens Tod bezeichnend“, erklingen. „Musik“ ist auch gefordert für den späteren Monolog Egmonts und vor allem den Traum, in dem ihm Klärchen erscheint. Den Abschluss des Dramas bildet eine „Siegessymphonie“. Goethe dachte aber auch von vornherein an eine Ouvertüre und Entractes zwischen den Aufzügen, wie aus seinem noch vor Drucklegung des Dramas an Philipp Christoph Kayser ergangenen Kompositionsauftrag hervorgeht.

## Aufbau
Beethovens Bühnenmusik besteht aus folgenden Teilen:
1. Ouvertüre. Sostenuto, ma non troppo – Allegro
2. Lied: Die Trommel gerühret
3. Zwischenakt I: Andante
4. Zwischenakt II: Larghetto
5. Lied: Freudvoll und leidvoll, gedankenvoll sein
6. Zwischenakt III: Allegro
7. Zwischenakt IV: Poco sostenuto e risoluto
8. Musik, Clärchens Tod bezeichnend: Larghetto
9. Melodram: Poco sostenuto
10. Siegessymphonie: Allegro con brio

Fünf der zehn Stücke sind direkt in die Dramenhandlung integriert und werden vom Dramentext verlangt: die beiden Lieder Klärchens (Nr. 2 und 5), die „Musik, Klärchens Tod bezeichnend“, die den nicht auf der Bühne gezeigten Tod von Egmonts Geliebter vertritt (Nr. 8), das Melodram, das zu den gesprochenen Worten Egmonts erklingt und später die pantomimisch zu zeigende Traumerscheinung Klärchens begleitet (Nr. 9), und schließlich die „Siegessymphonie“, die von Goethe explizit als Abschluss des Trauerspiels gefordert wird (Nr. 10). Die anderen fünf Stücke, die Ouvertüre und die vier Zwischenaktmusiken, sind weniger eng mit dem Drama verbunden, entsprechen aber den zeitgenössischen Konventionen.

## Deklamationstexte
Die Schauspielmusik ist für eine szenische Aufführung geschrieben. Bei einer Aufführung im Konzertsaal fehlt der Kontext der Spielhandlung, so dass oft nur die Ouvertüre gegeben wird. Friedrich Mosengeil schrieb daher Deklamationstexte für einen männlichen Sprecher, die diesen Kontext ersetzen sollten, und schickte sie an Goethe. Später hat Franz Grillparzer diesen Textentwurf noch einmal überarbeitet. In Grillparzers Fassung wird er noch heute häufig verwendet, wenn die gesamte Schauspielmusik im Konzertsaal gespielt werden soll. Es gibt jedoch auch einige weitere Versuche für einen verbindenden Text, so von Michael Bernays. Gelegentlich wird bei Aufführungen auch ganz auf Deklamationstexte verzichtet.
Ausgaben
- Friedrich Mosengeil: Declamatorische Begleitung zu Beethovens Musik vom Egmont. Rösl, München um 1830 (Digitalisat).
- Franz Grillparzer: Beethovens Musik zu Goethes Trauerspiel Egmont durch Declamation verbunden. Die Dichtung v. Mosengeil, ergänzt u. für die Aufführung eingerichtet von F. Grillparzer. Manuskript, 1834 (Digitalisat).
- Michael Bernays: Verbindender Text für Beethoven’s Musik zu Goethe’s Egmont. Breitkopf & Härtel, Leipzig 1864 (Digitalisat).
- Peter Frank, Karl Pörnbacher (Hrsg.): Beethovens Musik zu Goethes Trauerspiel Egmont durch Deklamation verbunden. Die Dichtung von Mosengeil ergänzt und für diese Aufführung eingerichtet von Franz Grillparzer. In: dies. (Hrsg.): Franz Grillparzer. Sämtliche Werke, ausgewählte Briefe, Gespräche, Berichte. Bd. 1: Gedichte. Hanser, München 1960, S. 232–242 (Digitalisat).